# Halecium calderi
Halecium calderi is een hydroïdpoliep uit de familie Haleciidae. De poliep komt uit het geslacht Halecium. Halecium calderi werd in 2010 voor het eerst wetenschappelijk beschreven door Galea. 